# فتحي عثمان
فتحي محمد محمد عثمان (محافظة المنيا 1928 - 11 سبتمبر 2010  في لوس أنجلوس) هو مفكر إسلامي صاحب كثير من النظرات التجديدية القرآنية. عاش حوالي 30 عامًا في المغترب. له الكثير من الأعمال معظمها بالإنكليزية ويعتبر أهم أعماله (الفكر الإسلامي والتطور).